# Paus Leo II
Leo II (Sicilië, geboortedatum onbekend - Rome, 3 juli 683) was paus van 17 augustus 682 tot aan zijn dood een jaar later.
Omdat de keizer in Constantinopel de goedkeuring een tijdlang uitstelde, kon Leo pas op 17 augustus gewijd worden. Bij zijn troonsbestijging veroordeelde hij zijn voorganger, paus Honorius I, omdat deze medeschuldig was verklaard aan het monotheletisme.
Leo II was een beschaafd en vroom man. Hij wist de scheuring met Ravenna te beëindigen.
In Rome bouwde hij voor de Grieken de San Giorgio in Velabro.
Hij wordt als heilige herdacht in het Romeinse Martyrologie op 3 juli (28 juni, pre-1970 kalender).
Cursief: tegenpaus